# Kengyel
Kengyel è un comune dell'Ungheria di 4.352 abitanti (dati 2001). È situato nella contea di Jász-Nagykun-Szolnok.